# Дело Егора Бычкова
Де́ло Его́ра Бычко́ва — уголовное дело и последовавший за ним судебный процесс по обвинению руководителя нижнетагильской организации «Город без наркотиков» (зарегистрированной, по словам прокурора Свердловской области, как общество с ограниченной ответственностью, по другим источникам — нижнетагильского отделения некоммерческого екатеринбургского фонда «Город без наркотиков», а также как некоммерческая организация — благотворительный фонд) Егора Бычкова и двух сотрудников фонда в похищении, незаконном удержании и истязании пациентов реабилитационного центра для наркозависимых. Рассмотрев дело, Дзержинский районный суд Нижнего Тагила признал Бычкова виновным в похищении человека и незаконном лишении свободы и приговорил его к трём с половиной годам лишения свободы в колонии строгого режима. Его помощник Александр Васякин был осуждён на четыре года тюрьмы, а третий фигурант дела, Виталий Пагин, был осуждён на полтора года условно с испытательным сроком 3 года. Защита, так же как и обвинение, осталась недовольна и подала кассационную жалобу.
Дело вызвало широкий общественный резонанс: в защиту Бычкова выступили многие журналисты, правозащитники и блогеры, а его друзья создали сайт в его поддержку, который заявляет, что дело против Егора — попытка «системы наркоторговли, в которую вовлечены и бандиты, и прокуроры, и сотрудники МВД, и многие другие», уничтожить того, кто бросил ей вызов.
Солист группы «Чайф» Владимир Шахрин встретился с президентом России Дмитрием Медведевым, чтобы рассказать ему о деле фонда, после чего президент поручил Генпрокуратуре взять дело под контроль.
13 октября 2010 года прошла пресс-конференция с участием адвоката Бычкова Анастасии Удеревской и основателя екатеринбургского фонда «Город без наркотиков» Евгения Ройзмана. 14 октября 2010 года на Первом канале вышла программа «Пусть говорят» о деле Егора Бычкова. 22 октября 2010 года вышла программа Максима Шевченко «Судите сами», посвящённая делу Егора Бычкова.
3 ноября 2010 года при рассмотрении кассационной жалобы Свердловский областной суд заменил 3,5 года лишения свободы в колонии строгого режима на 2,5 года условно. Егора Бычкова освободили в зале суда.

## Судебный процесс
Обвинение было предъявлено в марте 2009 года.
Несмотря на обвинения в тяжких преступлениях, Егор Бычков во время процесса находился под подпиской о невыезде и посещал все судебные заседания.

### Позиция обвинения
Прокуратура требовала приговорить Бычкова к 12 годам лишения свободы. По версии следствия, в период с 22 ноября 2007 года по 28 мая 2008 года обвиняемые похитили семь человек и насильно удерживали их в реабилитационном центре. Кроме того, следствие утверждало, что потерпевшие подвергались жестоким издевательствам, что их морили голодом и избивали, а также усмотрело в действиях Бычкова корыстные мотивы (суд пришёл к выводу, что услуги реабилитационного центра стоили 5 тысяч рублей в месяц; прокурор Свердловской области называет сумму 27 тысяч, но не указывает, за какой период). К моменту вынесения приговора потерпевших осталось только четверо, а обвинения в истязаниях и поиске выгоды были сняты.
Прокурор Свердловской области Юрий Пономарёв — о позиции обвинения:

Если наркоман не признан недееспособным, никто не в праве ограничить его волеизъявление и принять за него решение о лишении или ограничении его свободы. Таковы конституционные принципы, реализованные в статьях Уголовного кодекса. И роль прокуратуры, осуществляющей надзор за соблюдением законодательства, — добиваться пресечения противоправных деяний и привлечения виновных к ответственности.

Поэтому, если вставать на сторону Егора Бычкова, то надо и на законодательном уровне закреплять возможность похищения и удержания людей против их воли. Ведь если рассуждать, что Бычков все правильно сделал, то из этого следует вывод: мы можем жить не по закону, а «по понятиям», как сейчас модно.

### Показания потерпевших
Как сообщил сайт gzt.ru, «уголовное дело начало разваливаться в суде»: по словам Анастасии Удеревской, ни один потерпевший не явился на заседания добровольно. Нескольких потерпевших привели в суд позже, под конвоем и в наручниках, однако там почти все они стали отрицать свои первоначальные показания, заявляя, что в центре они находились добровольно и истязаниям не подвергались. Свои исходные показания в итоге подтвердил только один из семи потерпевших, фигурировавших в деле изначально, — Дёмин, выступавший в суде со следами недавних побоев. Он во время рассмотрения дела Бычкова находился под следствием, проходя обвиняемым по другому делу, и Удеревская считает, что, «видимо, у него были свои мотивы давать такие показания».

### Позиция защиты
27 сентября 2010 года в своём последнем слове Егор заявил, что «все озвученные прокуратурой обвинения не нашли подтверждения в уголовном процессе». О сфабрикованности своего дела Бычков заявил в видеообращении, которое записал и разместил в своём блоге за несколько дней до приговора. «Если бы силы, потраченные на нас, были направлены на борьбу с наркоторговлей, наркотиков в городе давно бы не было», — сказал он в видеообращении. Соратники Егора также полагают, что дело могло быть сфабриковано представителями силовых структур, а кроме того, называют в качестве возможных виновников преследования фонда конкурентов из других реабилитационных центров.

### Приговор
Вынесение приговора откладывалось несколько раз, но 12 октября 2010 года Бычков был приговорён к трём с половиной годам лишения свободы. По словам Евгения Ройзмана, на вынесении приговора не присутствовал никто из потерпевших. Оглашая приговор, судья признала, что рассматривавшиеся действия обвиняемых не несли в себе общественной опасности, и учла их заслуги в деле борьбы с наркоторговлей. Бычков считал, что обвинения против него сфабрикованы, а судебный процесс устроен коррумпированными сотрудниками правоохранительных органов и наркодилерами.
Суд снял обвинение в истязании потерпевших со стороны сотрудников фонда. Обвинение строилось на утверждении, что пациенты испытывали страдания в связи с резким прекращением приёма наркотиков, но вызванные судом врачи признали, что жёсткая диета на время первоначального карантина (хлеб, вода, лук и чеснок) способствует быстрому выведению токсинов и снижению абстинентного синдрома. В итоге в приговоре остались три эпизода похищения человека и одно незаконное удержание. Удеревская заявляла, что все, кто проходил по делу как потерпевший, помещались в центр по письменному заявлению или официальному договору, заключённому с самим наркозависимым или его родителями.
Защита, так же как и обвинение, осталась недовольна приговором. Обе стороны готовят кассационные жалобы. Прокурор Светлана Кузнецова полагает, что «наказание должно быть более суровым».

## Общественная реакция
В защиту Бычкова выступили многие журналисты, правозащитники и блогеры, а его друзья создали сайт в его поддержку. Лидер группы «Чайф» Владимир Шахрин, екатеринбуржец по происхождению, встретился с президентом России Дмитрием Медведевым, чтобы рассказать ему о деле фонда. Президент поручил Генпрокуратуре взять дело Бычкова под контроль.
Также в защиту Бычкова выступила Общественная палата Свердловской области, потребовавшая провести дополнительное расследование. В обращении в региональную прокуратуру подчёркивалось: «Не может не вызывать озабоченности тот факт, что самым громким и резонансным становится не дело по обвинению наркоторговцев или их пособников, а процесс по обвинению граждан, последовательно и бескорыстно борющихся с этим социальным злом».
По версии портала «Яндекс», процесс Бычкова стал одним из самых обсуждаемых событий в российской блогосфере в октябре 2010 года. В Нижнем Тагиле процесс освещали только газета «Тагилка» и телекомпания «Телекон».
Евгений Ройзман пообещал взять под свою опеку нижнетагильскую организацию, закрытую после возбуждения уголовного дела в отношении Егора Бычкова, а также продолжать бороться за Егора в судах и посредством привлечения общественного внимания.
Сайт в поддержку Егора Бычкова заявляет, что дело против Егора — не что иное, как попытка «Системы наркоторговли, в которую вовлечены и бандиты, и прокуроры, и сотрудники МВД, и многие другие», уничтожить того, кто бросил ей вызов.
Главный нарколог России Евгений Брюн связывает дело с несовершенством российского законодательства и считает, что Егор Бычков «заслуживает помилования», однако подчёркивает, что деятельность фонда — «партизанщина» и «не лечение. Это попытка решить проблему насильственным способом. Но это совершенно ненаучный подход».
Виктор Иванов, директор Федеральной службы по контролю за оборотом наркотиков, также высказался в поддержку Бычкова: «В данной ситуации я не могу не сочувствовать Егору Бычкову, потому что, на мой взгляд, он был движим не жаждой обогащения и не жаждой истязать людей, а всё-таки цели его были благородными. Какие он методы применял, соответствовали они законодательству или нет — это дело суда».
Журналист Владимир Соловьёв и уполномоченный представитель правительства России в высших судах Михаил Барщевский также не согласились с приговором.
24 октября 2010 года в Екатеринбурге на площади Труда прошёл митинг в поддержку Бычкова. Организаторы митинга (среди них был правозащитник Кирилл Форманчук) призывали жителей Екатеринбурга и Свердловской области написать письма для него. По словам одного из инициаторов акции, политолога Константина Киселёва, на митинге будут работать волонтёры, которые соберут письма и передадут их Егору через Анастасию Удеревскую: «Егор чувствовал поддержку, когда он был ещё на свободе, был под подпиской и прекрасно видел, что люди — знакомые и незнакомые — приезжали, писали, обсуждали это всё. То есть он мог это видеть. А сейчас он сидит в одиночной камере и фактически имеет право видеться только с адвокатом, и той поддержки, которая помогала ему мужественно держаться, нет. Мы должны этот вакуум восполнить». Всего на митинге было собрано около 1800 подписей под обращением к Президенту РФ.
24 октября 2010 года в Екатеринбурге прошёл благотворительный концерт в поддержку Егора Бычкова на котором выступили группа Грот и D-man 55. В поддержку Егора Бычкова выступили Гарик Сукачёв, Вячеслав Бутусов, Александр Михайлов.

## Кассационная жалоба и смягчение приговора
Кассационная жалоба была рассмотрена в Свердловском областном суде. «3 ноября суд исключил из действий подсудимых квалификацию похищений и оставил только незаконное лишение свободы (ст. 127 УК РФ).» Суд приговорил Бычкова к двум с половиной годам лишения свободы условно с испытательным сроком один год. Был смягчён также приговор Александру Васякину — он приговорён к 2,5 годам колонии-поселения. До одного года сокращён условный срок Виталия Пагина.

## Обвинения в похищении людей
Требование прокуратуры 12 лет заключения было связано с квалификацией действий фонда «Город без наркотиков» как похищения. Защита была не согласна с квалификацией действий Егора Бычкова как похищений. Место содержания наркозависимых было известно их родственникам. Правоохранительные органы имели свободный доступ к содержащимся в центре больным. Те наркоманы, которые недвусмысленно заявили правоохранителям о своём нежелании находиться в фонде, были отпущены без каких-либо дополнительных условий.
Суд первой инстанции (Дзержинский районный суд г. Нижний Тагил) на процессе фонда «Город без наркотиков» согласился с квалификацией прокуратурой действий Егора Бычкова с сотрудниками фонда как похищений. Председатель Комитета по законодательству Государственной Думы Павел Крашенинников не высказал окончательного мнения о деле Бычкова: «Я не знаком с материалами дела. Могу судить о ситуации только со стороны и опираться на то, что читал.» Он отмечает, что «Статьи, вменяемые Егору Бычкову, предусматривают срок лишения свободы до 15 лет. Снизили срок потому, что учли различные обстоятельства: личность подсудимого, личности потерпевших и иные другие обстоятельства, смягчающие вину». Однако юрист высказал осторожное сомнение в квалификации деяний Бычкова как похищений: «Мне совершенно непонятно, почему упоминается факт похищения наркоманов. Складывается впечатление, что Бычков отлавливал людей на улице, причём не зная, кто они — наркоманы или нет, и принудительно закрывал в стенах фонда. Родители сами приводили своих больных наркоманией детей, кто-то из наркоманов даже приходил сам. Никак не пойму, при чём тут похищение.»
В обсуждении защитой постоянно подчёркивалось участие родителей в так называемом похищении их детей-наркоманов. Участие родителей заставляет сомневаться в правильности применения закона о похищении, поскольку в современном правоприменении субъектом данного преступления не могут быть родители (усыновители) при условии, что они действовали, по их мнению, в интересах детей. Из интервью судьи, Юлии Петровой, «Известиям»:
«И: Родителей потерпевших тоже надо привлекать, как заказчиков преступления?
Петрова: Это вопрос точно не к суду. Суд у нас не несёт ни обвинительные, ни защитные функции. Это в прокуратуру.»
При рассмотрении кассационной жалобы Свердловский областной суд снял обвинения в похищении и оставил только обвинения в незаконном лишении свободы.

## Лишение наркоманов свободы
Некоторые защитники Егора Бычкова утверждали, что ограничение свободы наркоманов было вызвано крайней необходимостью, так как наркомания угрожала личности наркомана и другим, а также интересам общества и государства.
Значительная часть обсуждения дела Егора Бычкова с сотрудниками касалась не правового, а гуманитарного и нравственного аспектов. Известный правозащитник А. Подрабинек писал: «Об интересах наркоманов все судят очень легко, их собственным мнением даже не интересуясь. Между тем, они полноценные граждане и свою судьбу вольны решать сами. Если они решают лечиться — лечатся. Если решают умереть — умирают.»
По мнению протоиерея Владимира Шмалия «сохранять свободу наркомана — равнодушие, а не забота». Защита Егора Бычкова настаивала на том, что все факты похищения не доказаны, а «доказательства» сфабрикованы или получены ненадлежащим образом. Адвокат Анастасия Удеревская: «В основу приговора были положены недопустимые доказательства. Суд не принял к сведению свидетельства наркозависимых лиц, которые уже в ходе заседания отказались от своих прежних слов и заявили, что не имеют претензий к Бычкову». Егор Бычков утверждал, что «даже сотрудники милиции, несколько часов уговаривавшие реабилитантов проехать с ними, не смогли забрать этих реабилитантов с собой.» В 2010 году Егор Бычков утверждал, что стоимость нахождения в нижнетагильском реабилитационном центре составляла пять тысяч рублей в месяц, а прокурор Свердловской области в том же году говорил об общей сумме в двадцать девять тысяч.
Глава Федеральной службы по контролю за оборотом наркотиков (ФСКН) так оценивал стоимость реабилитации в нижнетагильском филиале Фонда «Город без наркотиков» возглавляемым Егором Бычковым:

Феномен Бычкова — по сути это стихийная реакция общества на погружение в пучину наркомании. Я в деталях не изучал его методику, но в целом, как мне кажется, им двигали благородные позывы, а не желание заработать, потому что деньги, которые брались с наркобольных или их родственников, они очень небольшие. Те, кто зарабатывает на этом горе, они берут в десятки раз больше денег… Они же (Бычков и «Город без наркотиков») брали только то, что необходимо.— Глава ФСКН Виктор Иванов